# واکنش‌ها به حملات ۱۳۹۶ تهران
حملات تروریستی داعش به ساختمان مجلس شورای اسلامی و حرم سید روح‌الله خمینی در ۱۷ خرداد ۱۳۹۶ (۷ ژوئن ۲۰۱۷ میلادی) در تهران که دست‌کم ۱۲ کشته و ۴۲ زخمی برجای گذاشت، از سوی رهبران، سازمان‌های بین‌المللی و فعالین اجتماعی محکوم شد.

## واکنش‌های داخلی
- سید علی خامنه‌ای رهبر ایران، در دیدار با جمعی از دانشجویان در روز حادثه حملات مسلحانه تهران را «ترقه بازی» توصیف کرد و گفت که چنین اقداماتی «کوچک‌تر از آن هستند که بتوانند در اراده ملت ایران و مسئولین کشور اثری بگذارند». وی بعداً در پیام تسلیت خود از کشته‌شدن «تعدادی از عزیزان روزه‌دار و زخمی شدن جمع بیشتری» ابراز تاسف کرد و آن را «کینه و دشمنی خباثت آلود مزدوران استکبار با ملت شریف ایران و با هر آنچه مربوط به انقلاب و نظام اسلامی» خواند. وی همچنین گفت که نتیجه این حمله «چیزی جز افزایش نفرت از دولت‌های آمریکا و عوامل آنان در منطقه همچون سعودی نیست».
- حسن روحانی رئیس‌جمهور ایران در پیام تسلیت خود نوشت: «طبیعی است که بدخواهان ایران اسلامی این افتخار آفرینی‌ها و همبستگی حاکمیت، دولت و ملت را برنتابند و با اجیر کردن و حمایت از عناصر متحجر و تکفیری تلاش کنند تا شکست‌های منطقه‌ای، فروپاشی ارزش‌های اسلامی و نارضایتی‌های جوامع خود را پنهان سازند.»
- سید حسن خمینی در پیام تسلیت خود نوشت: «در این میان لازم می‌دانم به خانواده عزیز مازیار سبزعلی زاده که در حال خدمت در آرامگاه امام کشته‌شد، تسلیت مخصوص عرض کنم و برای همسر و فرزندانش آرزوی سعادت و صبر نمایم.»
- محمدجواد ظریف وزیر امور خارجه ایران که برای دیداری رسمی به ترکیه سفر کرده بود، در آیین استقبال از وی در فرودگاه اسن بوغای ترکیه، با اظهار تاسف از حادثه تروریستی در تهران گفت: «تروریسم مشکلی است که در سطح منطقه خاورمیانه و جهان با آن مواجه هستیم. به لحاظ امنیتی و اقدامات تروریستی شرایط بسیار بدی در منطقه حاکم است. این اقدام را محکوم می‌کنیم.»
- محسن رضایی در صفحه اینستاگرام خود در یادداشتی تحت عنوان «تروریسم کور در تهران»، نوشت: «سه سال از شروع اقدامات تروریستی در منطقه و اروپا می‌گذرد. مهاجمان در اکثر اقدامات خود موفق شده‌اند. در پاکستان، افغانستان، فرانسه، آلمان و انگلیس صدها نفر را کشته و چندهزار نفر را زخمی کرده‌اند. آن‌ها بارها تصمیم به نفوذ در ایران گرفته ولی هر بار قبل از اقدام دستگیر شده‌اند. با اقدام امروزشان آن‌ها را هر کجا که باشند، به شدت تنبیه خواهیم کرد.»
- سپاه پاسداران با صدور بیانیه، اعلام کرد «ریخته شدن هیچ خون پاکی را بدون انتقام نمی‌گذاریم و برای حفاظت از جان مردم لحظه‌ای درنگ نخواهیم کرد»[۳] و همچنین عربستان سعودی و آمریکا را مسئول این حملات دانست.
- ارتش:سرتیپ شاهین تقی خانی سخنگوی ارتش اعلام کرد نیروهای ارتش علی‌رغم آماده باش کامل در عملیات ضدتروریستی تهران نقش و دخالتی نداشتند چراکه شرایط تحت کنترل نیروهای اطلاعاتی و امنیتی بوده است.[نیازمند منبع]

### اطلاعیه وزارت کشور
وزارت کشور ایران در اطلاعیه‌ای جزییات حملات تهران را توضیح داد:
دو تیم تروریستی در روز جاری به صورت هم‌زمان در حاشیه آرامگاه امام و ساختمان اداری مجلس شورای اسلامی، با تحرکات تروریستی تلاش کردند فضای آرام و امنیت موجود در کشور را تحت‌الشعاع قرار دهند. تیم تروریستی اول متشکل از دو نفر حوالی ساعت ۱۰:۳۰ امروز وارد محوطه آرامگاه امام شد. نفر اول با انفجار انتحاری و نفر دوم پس از تیراندازی کور در درگیری با مأموران کشته‌شد. تیم تروریستی دوم متشکل از چهار نفر هم‌زمان با عملیات تیم اول سعی کرد وارد ساختمان اداری مجلس شورای اسلامی شود که پس از واکنش مأموران؛ یک نفر از آنان در انفجار انتحاری و سه نفر دیگر پس از تیراندازی‌های کور و تلاش برای حضور در طبقات فوقانی ساختمان اداری مجلس شورای اسلامی، در درگیری با مأموران کشته‌شدند. در مجموع بر اساس گزارش‌های دریافتی در دو واقعه روز جاری، تعداد۱۳ نفر کشته‌شده و۴۱ نفر نیز زخمی می‌شوند.

### توضیحات ناجا
مرکز اطلاع‌رسانی پلیس اعلام کرد:
صبح امروز تروریستهایی قصد ورود به آرامگاه امام خمینی و کلانتری آرامگاه را داشتند که با ضرب گلوله تک تیراندازان پلیس ناکام ماندند. یکی از تروریست‌ها پس از اصابت گلوله، خود را منفجر کرده که در پی این اقدام به کسی آسیب نرسید. تروریست دیگری که اقدام به تیراندازی به سمت مردم کرده بود، با ضربه گلوله‌ای به سرش از پای درآمده و قبل از منفجر کردن خودش تحت کنترل قرار گرفت که از این فرد مقادیری نارنجک و مواد منفجره کشف و ضبط شد. در این میان یکی از مأموران پلیس زخمی شد که حال عمومی وی کاملاً مساعد است. در حال حاضر نیز نیروهای انتظامی در محل حضور داشته و اوضاع محدوده را کاملاً در دست دارند ضمن اینکه عوامل سپاه انصار نیز که مسوولیت حراست و حفاظت از آرامگاه امام خمینی را بر عهده دارند در محدوده مستقر می‌باشند.
نیروی انتظامی با اشاره به حوادث رخ داده در مجلس شورای اسلامی نیز اظهار کرد:
مأموران یگان ویژه پلیس که به نوپو مشهور بودند در محل حضور داشته و در کنار عوامل سپاه وارد عمل شدند. عوامل پلیس در این محدوده مستقر بوده و محدوده‌های منتهی به مجلس شورای اسلامی نیز کاملاً تحت کنترل است.
حسین ساجدی‌نیا، فرمانده پلیس تهران، در گفتگویی پس از اشاره به همکاری نیروهای یگان ویژه و نوپو با نیروهای سپاه، گفت: «هر دو عامل انتحاری که برای اقدامات تروریستی در حرم مطهر حضور یافته بودند مجهز به جلیقه انتحاری بودند و پس از ورود از در غربی، یک نفر را به ضرب گلوله به شهادت رساندند و با توجه به صدای شلیک، همکاران ما مطلع شده و با آن‌ها درگیر می‌شوند که پس از تیراندازی شدید مهاجمان به سمت نیروهای پلیس، همکاران ما موفق می‌شوند یکی از تروریست‌ها را قبل از اینکه مجال انفجار یابد به هلاکت برسانند.» او همچنین بیان داشت که «در این حادثه عامل تروریستی دیگر نیز در شرایطی که قصد انفجار خود در میان مأموران را داشت با ضرب گلوله همکاران ما از پا درآمد و احتمالاً برخورد گلوله با جلیقه انتحاری او باعث شد تا جلیقه منفجر شود.» ساجدی‌نیا حملات را در مردم بی‌تأثیر دانسته و اعلام کرد بر اساس آمارها، مراجعات و استفاده از مترو و مراکز خرید کاهش نیافته است. او در توضیح دستگیری یک زن در ارتباط با حملات، «صحبت کردن وی به زبان عربی با تروریستها» را عامل شک مردم به او و معرفی وی به پلیس اعلام کرد.
مرکز اطلاع‌رسانی ناجا اعلام کرد دو شخص مرتبط با حملات در شهر روانسر استان کرمانشاه دستگیر شده‌اند.

## واکنش‌های بین‌المللی

### واکنش‌های رسمی
- آنتونیو گوترش، دبیرکل سازمان ملل متحد این حملات تروریستی در تهران را به شدت محکوم کرد. او گفت: تمامی کشورها باید با رعایت ارزش‌های جامعه جهانی، در مبارزه علیه تروریسم همکاری کنند. گوترش همچنین وقوع حملات تروریستی در تهران را به مردم و مقام‌های ایران تسلیت گفت.

آنتونیو تاجانی، رئیس پارلمان اروپا در صفحه شخصی خود در توئیتر نوشت: من با رئیس پارلمان و مردم ایران ابراز همبستگی می‌کنم.
فدریکا موگرینی، مسئول سیاست خارجی اتحادیه اروپا در واکنش به این حملات تروریستی گفت: امروز هم روزی بسیار غم‌انگیز است. اخبار حملات را به دقت دنبال می‌کنم. امروز با ظریف در تماس خواهم بود. موگرینی در تماسی تلفنی با محمد جواد ظریف وزیر امور خارجه ایران ضمن محکومیت حوادث تروریستی امروز تهران، با جمهوری اسلامی ایران ابراز همدردی و اعلام همبستگی کرد.
- ولادیمیر پوتین، رئیس‌جمهور روسیه در پیامی ضمن ابراز همدردی با حسن روحانی اعلام کرد که این حادثه تمایل روسیه و ایران را برای تقابل مشترک با تروریسم تشدید خواهد کرد.[۷]
- بشار اسد، رئیس‌جمهور سوریه در تماسی تلفنی با حسن روحانی تأکید کرد که سوریه در مبارزه با تروریسم در کنار ایران خواهد بود. اسد ضمن تأکید بر همبستگی کامل خود با دولت و ملت ایران، گفت: متوسل شدن تروریست‌ها و اربابانشان به این شیوه‌های بزدلانه نشان دهنده شکست آن‌ها در ضربه زدن به ایران و ملت این کشور است.
- فؤاد معصوم، رئیس‌جمهور عراق با ارسال تلگرافی، ضمن تسلیت به حسن روحانی، حملات تروریستی در تهران را به شدت محکوم کرد. رئیس‌جمهور عراق ضمن آرزوی شفای فوری برای مجروحان، تأکید کرد: ما بار دیگر آمادگی کامل خود برای همکاری با ایران به منظور از بین بردن خطر تروریسم تأکید می‌کنیم.[۶]
- سرگئی لاوروف، وزیر امور خارجه روسیه پس از گفتگو با آلفونسو داستیس همتای اسپانیایی خود اعلام کرد حملات تروریستی که در ایران روی داد، تأیید می‌کند که تروریسم بین‌المللی گسترش بی‌سابقه‌ای داشته است. وی افزود: «در بحبوحه افزایش بی‌سابقه تروریسم بین‌الملل، تقاضا برای فعالیت این گروه بالاست. تروریسم آرام نمی‌نشیند و این موضوع هر روز تأیید می‌شود از جمله با حمله تروریستی امروز در ایران.»[۷]
- ژان-مارک ارو وزیر امور خارجه فرانسه در یک گفتگوی تلفنی با محمدجواد ظریف ضمن محکومیت شدید حوادث تروریستی تهران مراتب همدردی و همبستگی فرانسه را با دولت و ملت ایران ابراز کرد.
- بوریس جانسون وزیر خارجه انگلیس با صدور بیانیه‌ای این حملات تروریستی را محکوم کرده و با خانواده‌های جان باختگان این حادثه ابراز همدردی کرد. در این بیانیه آمده است: ما با مردم ایران پس از این حمله تروریستی نفرت‌انگیز ابراز همدردی می‌کنیم. اکنون زمان اتحاد علیه این آفت (داعش) است.
- هدر ناوئرت سخنگوی وزارت امور خارجه آمریکا حملات تروریستی در تهران را محکوم کرد. ناوْئِرت گفت: «در پی حمله‌های تروریستی در تهران، آمریکا با مردم ایران احساس همدردی کرده و برای درگذشتگان آن‌ها دعا می‌کند.» وی همچنین به مردم و مقام‌های ایران این حوادث تروریستی را تسلیت گفت.
- رئیس‌جمهور آمریکا در بیانیه‌ای گفت برای مردم ایران و خانواده‌های قربانیان دعا می‌کند و تأکید کرد «دولت‌هایی که از تروریسم حمایت کنند این ریسک را متقبل می‌شوند که قربانی شرارتی شوند که آن را ترویج می‌کنند.[۸][۹] محمدجواد ظریف، در پیامی توییتری، بیانیه کاخ سفید را «نفرت‌انگیز» خواند و به تصویب تحریم‌هایی جدید در سنای آمریکا علیه ایران پس از این رخداد اعتراض کرد و نوشت: «[انتشار] بیانیه نفرت‌انگیز کاخ سفید و تحریم‌های سنا در حالیکه ایران با اقدامات تروریستی مورد حمایت افراد وابسته به آمریکا مقابله می‌کند [روی دادند]. مردم ایران چنین ادعای دوستی آمریکا را نمی‌پذیرند».[۱۰]
- کریستیا فریلند، وزیر امور خارجه کانادا در بیانیه‌ای که در روز چهارشنبه منتشر کرد گفت: «کانادا حملات تروریستی امروز در ایران را، شامل آنچه در مجلس‌شان رخ داد، به شدت محکوم می‌کند.»[۱۱][۱۲]
- کارل بیلت نخست‌وزیر سابق سوئد و عضو کمیته روابط خارجی اتحادیه اروپا نوشته: «ایران دشمن سرسخت داعش است. ایران در عراق و سوریه به عنوان بخشی از جنگ با آن‌ها حضور دارد. این حمله، حمایت داخلی را بیشتر خواهد کرد.»
- بورگه برنده وزیر امور خارجه نروژ با انتشار عکسی از خود و محمد جواد ظریف و با منشن کردن او در توییتر ابراز داشت: «من حملات وحشتناک امروز در تهران را محکوم می‌کنم. عمیق‌ترین تسلیت‌های خود را به قربانیان، خانواده‌های آن‌ها و همهٔ ایرانیان ابراز می‌دارم.»
- انجلینو الفانو، وزیر امور خارجه ایتالیا گفت: «ایتالیا با نگرانی تحولات مربوط به حملات تروریستی در ایران را دنبال و با قدرت و به شدت آنچه که روی داده است را محکوم می‌کند». وی افزود: «ایتالیا با قربانیان تروریسم جهانی که به همه جا ضربه وارد کرده‌اند و ارزشی برای جان انسان‌ها قائل نیستند، ابراز همبستگی و نزدیکی می‌کند».[۷]
- عادل الجبیر وزیر خارجه عربستان سعودی به حوادث تروریستی این روز در تهران واکنش نشان داد و گفت: هیچ مدرکی دال بر این‌که افراط گرایان عربستانی در حمله تهران دست داشته‌اند وجود ندارد. وی همچنین عنوان کرد: عربستان حملات تروریستی را هر کجا که باشد محکوم می‌کند.
- نبیه بری، رئیس مجلس لبنان تأکید کرد حملات تهران باعث تقویت اراده ایران برای نابودی تروریسم خواهد شد.[۷]
- مولود چاووش اوغلو، وزیر خارجه ترکیه در پیام توییتری خود ضمن محکوم کردن حادثه تروریستی تهران اعلام کرد: من قویاً حملات تروریستی امروز در ایران را محکوم می‌کنم. ترکیه موضع مستحکم خود در مبارزه علیه تروریسم را حفظ خواهد کرد.[۶]
- نعمان کورتولموش، معاون نخست‌وزیر ترکیه، گفت: «همزمانی حملات تروریستی روز گذشته در ایران با بروز بحران در روابط قطر با برخی کشورهای منطقه تصادفی نیست.»[۱۳]
- وزارت خارجه سوریه عملیات‌های تروریستی ایران را به شدت محکوم کرد. در بیانیه وزارت خارجه سوریه آمده است: سوریه ضمن اعلام همبستگی کامل با رهبری، دولت و ملت برادر جمهوری اسلامی ایران، به خانواده‌های قربانیان تسلیت می‌گوید.[۶]
- وزارت خارجه قطر در بیانیه‌ای حملات تروریستی تهران را محکوم کرد. این بیانیه به دولت و ملت ایران و خانواده‌های قربانیان تسلیت گفت و شفای عاجل مجروحان را خواستار شد. وزارت خارجه قطر تأکید کرد که موضع این کشور همچنان ثابت و تأکید بر پایان دادن به خشونت و مخالفت با هرگونه اقدامات تروریستی و جنایتکارانه است.[۱۴]
- ولید معلم وزارت امور خارجه سوریه اعلام کرد سوریه حملات تروریستی را که امروز در ایران صورت گرفت، به شدت محکوم می‌کند و سوریه همبستگی کامل خود را با مسئولان، دولت و مردم جمهوری اسلامی ایران ابراز می‌دارد و صادقانه‌ترین مراتب تسلیت و همدردی خود را به خانواده‌های قربانیان تقدیم می‌دارد.[۷]
- وزارت امور خارجه پاکستان در بیانیه‌ای رسمی با محکوم کردن این حملات تروریستی در تهران، همبستگی خود را با مردم و دولت ایران اعلام کرد. در این بیانیه آمده است: دولت و مردم پاکستان عمیقاً به دولت و مردم ایران به ویژه خانواده‌های قربانیان این حادثه تسلیت می‌گوید و برای بهبودی سریع زخمی‌های این حملات آرزوی سلامتی از درگاه خداوند دارد.[۷]
- ارگ ریاست‌جمهوری افغانستان با انتشار خبرنامه‌ای حملات در تهران را محکوم کرده و با دولت و ملت ایران «ابراز همدردی» کرده است. در این خبرنامه آمده است: «افغانستان درد و رنج مردم دوست و همسایه را احساس می‌کند و حمله‌های تروریستی در تهران را با شدیدترین الفاظ محکوم می‌کند. تروریستان از کابل تا تهران و لندن، شهروندان غیرنظامی را هدف قرار داده و دشمنی خویش را با تمدن و بشریت به نمایش گذاشته‌اند. افغانستان از سال‌ها بدین سو درخط مبارزه با تروریسم قرار داشته است. ما انتظار داریم که همه کشورها به خصوص همسایه‌های افغانستان، خطر تروریسم را جدی گرفته و علیه این گروه‌ها و پناهگاه‌های آن به صورت جدید مبارزه کنند.»
- حزب‌الله لبنان با صدور بیانیه‌ای به اقدامات تروریستی که مجلس شورای اسلامی و آرامگاه امام خمینی را هدف قرار داد، واکنش نشان داد و آن را محکوم کرد. در این بیانیه آمده است: حزب‌الله این جنایت تروریستی که دستان شرور در تهران پایتخت ایران مرتکب شدند، محکوم می‌کند. این جنایت تلاشی برای خدشه وارد کردن به امنیت و ثبات جمهوری اسلامی و تأثیر بر تصمیمات اصولی و ثابت آن در حمایت از جنبش‌های مقاومت در منطقه است.
- سلطنت عمان حملات را محکوم کرد.[۱۵]
- دولت برزیل، حملات تروریستی را محکوم کرد.[۱۶]
- وزیر امور خارجه اتریش حملات را محکوم کرد و به خانواده و دوستان قربانیان تسلیت گفت.[۱۷]
- وزارت امور خارجه الجزایر حملات را محکوم کرد.[۱۸]
- نمایندگی ژاپن در سازمان ملل در صفحه توئیتر نوشت: شورای امنیت سازمان ملل به احترام جان‌هایی که در حمله تروریستی تهران گرفته شد، یک دقیقه سکوت کرد.
- وزارت امور خارجه لیتوانی حملات هفدهم خرداد در تهران را محکوم کرده و تسلیت گفت.[۱۹]
- هلند حملات تروریستی روز چهارشنبه در تهران را به شدت محکوم کرد. برت کوندرس مراتب تسلیت دولت هلند را به خانواده‌های قربانیان این حوادث اعلام کرد.[۲۰][۲۱]
- به دستور آن هیدالگو، شهردار پاریس، چراغ‌های برج ایفل پنجشنبه‌شب ۱۸ خرداد به احترام قربانیان حملات مرگبار تهران خاموش شدند.[۲۲]
- جان تری شهردار تورنتو در حساب توییتر خود نوشت نشان تورنتو در نیمه شب نهم ژوئن برای همدردی با شهر تهران و ادای احترام به قربانیان حادثه تروریستی تاریک خواهد شد.[۲۳]

### دیگران
- رضا پهلوی، رهبر شورای ملی ایران و مریم رجوی، رهبر سازمان مجاهدین خلق ایران، در پیام‌هایی جداگانه حملات «تروریستی» روز چهارشنبه، ۱۷ خردادماه، در تهران را محکوم کردند.[۲۴]
- ریچارد هاس، رئیس شورای روابط خارجی ایالات متحده آمریکا در واکنش به حملات تروریستی تهران گفت: «محکوم کردن تروریسم نباید گزینشی باشد. باید تروریسم در تهران را محکوم کنیم همان‌طور که حملات در اروپا را محکوم کردیم.»[۷]
- جریان وفاء اسلامی بحرین حملات تروریستی تهران را محکوم کرد.[۲۵]

### خبرگزاری‌ها
- روزنامه اینترنتی رأی الیوم در سرمقاله خود پیرامون حوادث تهران می‌نویسد:

دو حمله تروریستی در تهران رخ داد یکی حمله به پارلمان و دیگری حمله انتحاری در مرقد امام خمینی. آیا این حملات آغازی برای انتقال جنگ به عمق ایران است؟ و آیا گروه داعش عامل واقعی آن بود؟ رابطه این دو حمله با بحران رو به وخامت بین قطر و عربستان سعودی چیست…؟
بعید نمی‌دانیم عربستان، عامل و حامی اصلی حملات تروریستی دیروز تهران باشد و از نظر مالی و تسلیحاتی این طرح را تأمین کرده و با چراغ سبز آمریکا بوده است؛ بنابراین جنگ شروع شده است و راهی جز گسترش آن در بیشترین حد ممکن وجود ندارد. منطقه خلیج فارس با دو بخش عربی و فارسی‌اش در آستانه یک زلزله امنیتی و نظامی بزرگی قرار گرفته است و نخستین نشانه‌های آن را در بحران قطر و عربستان سعودی و پیش از آن در بحران یمن دیده‌ایم و رویدادهای آینده نیز بزرگتر خواهد بود.